# Done with Mirrors
Done with Mirrors ist das achte Studioalbum der US-amerikanischen Hard-Rock-Band Aerosmith. Es erschien im November 1985 bei Geffen Records, die erste Veröffentlichung der Band auf dem Label.

## Entstehung
Das Album wurde in drei Studios in Kalifornien und in New York City eingespielt. Sowohl Joe Perry, der die Band im Sommer 1979 verlassen hatte, als auch der 1981 ausgestiegene Brad Whitford waren in die Gruppe zurückgekehrt. Für die erste Veröffentlichung bei Geffen wurde Ted Templeman als Produzent ausgewählt. Die erste Single, Let the Music Do the Talking, war eine neue Version des Songs von The Joe Perry Project von dessen erstem Album. Templeman nahm die Songs im Studio auf, ohne dass ein Rotlicht den Musikern anzeigte, dass die Aufnahme lief, um den rohen Sound der Band einzufangen. Er sagte in der Washington Post, dass die Platte großteils in Berkeley aufgenommen wurde, um den Drogenkonsum von Steven Tyler und Perry geringer zu halten, als er in Los Angeles oder San Francisco gewesen wäre – dennoch habe er eine gute Zeit bei den Aufnahmen gehabt. Templeman gestand aber ein, dass er wegen des ihm unbekannten Studios mit dem Mischpult nicht vertraut gewesen sei; dadurch seien Gitarren- oder Schlagzeugklang nicht so gut geworden, wie er es beabsichtigt hatte. Der Albumtitel kann als Anspielung auf Tylers und Perrys letztlich erfolgreichen Kampf gegen ihre Drogensucht gelesen werden: Kokain wird zum Konsum oft auf Spiegeln präpariert.

## Titelliste
| Nr. | Titel                        | Autor(en)           | Länge |
| --- | ---------------------------- | ------------------- | ----- |
| 1.  | Let the Music Do the Talking | Joe Perry           | 3:48  |
| 2.  | My Fist Your Face            | Steven Tyler, Perry | 4:23  |
| 3.  | Shame on You                 | Tyler               | 3:22  |
| 4.  | The Reason a Dog             | Tyler, Tom Hamilton | 4:13  |

| Nr. | Titel         | Autor(en)                                     | Länge |
| --- | ------------- | --------------------------------------------- | ----- |
| 1.  | Shela         | Tyler, Brad Whitford                          | 4:25  |
| 2.  | Gypsy Boots   | Tyler, Perry                                  | 4:16  |
| 3.  | She’s on Fire | Tyler, Perry                                  | 3:47  |
| 4.  | The Hop       | Tyler, Hamilton, Joey Kramer, Perry, Whitford | 3:45  |

| Nr.          | Titel        | Autor(en)    | Länge |
| ------------ | ------------ | ------------ | ----- |
| 9.           | Darkness     | Tyler        | 3:43  |
| Gesamtlänge: | Gesamtlänge: | Gesamtlänge: | 35:42 |

## Rezeption

### Charts und Chartplatzierungen
| ChartsChartplatzierungen       | Höchstplatzierung | Wochen |
| ------------------------------ | ----------------- | ------ |
| Vereinigte Staaten (Billboard) | 36 (28 Wo.)       | 28     |

### Auszeichnungen für Musikverkäufe
| Land/Region               | Auszeichnungen für Musikverkäufe (Land/Region, Auszeichnung, Verkäufe) | Verkäufe |
| ------------------------- | ---------------------------------------------------------------------- | -------- |
| Vereinigte Staaten (RIAA) | Gold                                                                   | 500.000  |
| Insgesamt                 | 1× Gold ·                                                              | 500.000  |

Hauptartikel: Aerosmith/Auszeichnungen für Musikverkäufe